# Chenxi
Chenxi, tidigare romaniserat Chenki, är ett härad som lyder under Huaihuas stad på prefekturnivå i Hunan-provinsen i sydöstra Kina.